# Christopher Langridge
Christopher Phillip Langridge –conocido como Chris Langridge– (Epsom, 2 de mayo de 1985) es un deportista británico que compite para Inglaterra en bádminton, en la modalidad de dobles.
Participó en los Juegos Olímpicos de Río de Janeiro 2016, obteniendo una medalla de bronce en la prueba de dobles (junto con Marcus Ellis). Ganó una medalla de oro en los Juegos Europeos de Minsk 2019 y dos medallas de bronce en el Campeonato Europeo de Bádminton, en los años 2016 y 2021.

## Palmarés internacional
| Representando al Reino Unido |                            |                   |        |
| Juegos Olímpicos             |                            |                   |        |
| Año                          | Lugar                      | Medalla           | Prueba |
| 2016                         | Río de Janeiro (Brasil)    | Medalla de bronce | Dobles |
| Juegos Europeos              |                            |                   |        |
| Año                          | Lugar                      | Medalla           | Prueba |
| 2019                         | Minsk (Bielorrusia)        | Medalla de oro    | Dobles |
| Representando a Inglaterra   |                            |                   |        |
| Campeonato Europeo           |                            |                   |        |
| Año                          | Lugar                      | Medalla           | Prueba |
| 2016                         | La Roche-sur-Yon (Francia) | Medalla de bronce | Dobles |
| 2021                         | Kiev (Ucrania)             | Medalla de bronce | Dobles |